# Zadole (Kalina Mała)
Zadole – część wsi Kalina Mała w Polsce położona w województwie małopolskim, w powiecie miechowskim, w gminie Miechów.
W latach 1975–1998 Zadole należało administracyjnie do województwa kieleckiego, sąsiadując z województwem krakowskim.